# Wallertheim
Wallertheim ist eine Ortsgemeinde im Landkreis Alzey-Worms in Rheinland-Pfalz. Sie gehört der Verbandsgemeinde Wörrstadt an.
Bekannt wurde Wallertheim durch archäologische Funde aus der Steinzeit und Keltenzeit. Aus der Steinzeit stammen die Jagdbeutereste von Neandertalern, die Wisente gejagt hatten. Im Mainzer Landesmuseum befindet sich das keltische Wallertheimer Hündchen, ein etwa 2 cm langes, gläsernes Hündchen, das eine Grabbeigabe eines Kindes war.

## Geographische Lage
Die Weinbaugemeinde Wallertheim liegt im größten Weinbau treibenden Landkreis Deutschlands und mitten im Weinanbaugebiet Rheinhessen. Die Nachbargemeinden sind Gau-Weinheim, Sulzheim, Armsheim, Vendersheim und Gau-Bickelheim. Die Kreisstadt Alzey liegt ca. 10 Kilometer südöstlich der Gemeinde.
Wallertheim liegt am Fuße des Wißberg. Durch den Ort fließt der Wiesbach.

## Geschichte
Die älteste erhaltene Erwähnung von Wallertheim stammt von 1250. Das Kloster Otterberg war im Ort begütert.
Zu Anfang des Nationalsozialismus wohnten noch 36 Juden in Wallertheim. Dann setzte die Judenverfolgung ein. Die Willkürmaßnahmen verstärkten sich mit der Zeit und fanden einen vorläufigen Höhepunkt bei den Novemberpogromen. Die Synagoge der jüdischen Gemeinde wurde dabei am 8. November 1938 geschändet und in Brand gesteckt. Das Feuer wurde gelöscht oder verlöschte von selbst. Es wurden auch Häuser von Juden zertrümmert und Gewaltakte gegen Personen verübt. So wurde der 94-jährige Abraham Mann während der Zerstörungsaktionen so schwer am Kopf verletzt, dass er zwei Wochen später starb. Die Schuldigen konnten nach 1945 nicht ermittelt werden. Von den Wallertheimer Juden, die schon 1940 alle aus Wallertheim geflüchtet waren, kamen etwa 26 während des Holocausts um. Der Jüdische Friedhof Wallertheim wurde 1940 zerstört und abgeräumt.
Die Gebäudereste der ehemaligen Synagoge wurde nach der Restitution von der Jewish Claims Conference 1952 an die Gemeinde Wallertheim verkauft, die darin ihr Rathaus baute. Seit 2007 befindet sich eine Gedenktafel an die Juden von Wallertheim an der Außenmauer.

## Politik

### Gemeinderat
Der Gemeinderat in Wallertheim besteht aus 16 Ratsmitgliedern, die bei der Kommunalwahl am 9. Juni 2024 in einer Mehrheitswahl gewählt wurden, und dem ehrenamtlichen Ortsbürgermeister als Vorsitzendem.  Bis zur Wahl 2019 wurden die Ratsmitglieder in einer personalisierten Verhältniswahl gewählt, da mehrere Listen eingereicht wurden. 2024 wurde erstmals eine Einheitsliste aufgestellt.
Die Sitzverteilung im Gemeinderat:
| Wahl | SPD               | CDU               | WGR               | Gesamt   |
| ---- | ----------------- | ----------------- | ----------------- | -------- |
| 2024 | per Mehrheitswahl | per Mehrheitswahl | per Mehrheitswahl | 16 Sitze |
| 2019 | 4                 | 8                 | 4                 | 16 Sitze |
| 2014 | 6                 | 5                 | 5                 | 16 Sitze |
| 2009 | 7                 | 4                 | 5                 | 16 Sitze |
| 2004 | 6                 | 4                 | 6                 | 16 Sitze |

### Bürgermeister
Dorian Depué wurde am 8. Juli 2024 Ortsbürgermeister von Wallertheim. Bei der Direktwahl am 9. Juni 2024 war er als einziger Bewerber mit einem Stimmenanteil von 89,0 % für fünf Jahre gewählt worden.
Dorian Depués Vorgängerin Karla Martin (CDU) hatte das Amt zehn Jahre inne und war 2024 nicht erneut angetreten.

### Wappen
| Wappen von Wallertheim | Blasonierung: „Von Blau und Silber schräglinks geteilt, oben eine schrägliegende silberne Krümme, beseitet von zwei sich kreuzenden ebenfalls schrägliegenden silbernen Buchenzweigen, unten ein dreiblättriges grünes Kleeblatt.“ |
| Wappen von Wallertheim | |

## Regelmäßige Veranstaltungen
Die alljährliche Kerb findet immer am 3. Wochenende im September statt. Außerdem findet jährlich ein Weihnachtsmarkt statt.

## Verkehr
Der Haltepunkt Wallertheim liegt an der Bahnstrecke Worms–Bingen Stadt.

## Söhne und Töchter der Gemeinde
- Friedrich Matthäi (1822–1891), Mühlenbesitzer aus Wallertheim und Abgeordneter der 2. Kammer der Landstände des Großherzogtums Hessen
- Fritz Beckhardt (1889–1962), deutsch-jüdischer Kriegsflieger im Ersten Weltkrieg

## Archäologie
In Wallertheim wurden bis zum heutigen Tage eine Vielzahl archäologischer Funde gemacht. Von diesen ist das Wallertheimer Hündchen das wohl bekannteste. Es ist 2,1 cm lang und 1,6 cm breit. Es besteht aus blauem Glas, das mit weißen Fäden überzogen ist. Erkennungsmerkmale sind die kurzen runden Beine und die spitzen Ohren aus dem etwas zu großem Kopf.
Des Weiteren wurden in Wallertheim zwei wichtige Ur-Pferde gefunden. Der unmittelbare Vorfahre des heutigen Europäischen Hausesels der vor ca. 10.000 Jahren ausgestorben ist. Er hieß Hemionus (Halbesel). Das andere Urpferd ist das Germanische Pferd, ein unmittelbarer Vorfahre des Hauspferds. Auch dieses ist vor etwa 10.000 Jahren ausgestorben.